# ایرلای (ویرجینیا)
ایرلای، ویرجینیا (به انگلیسی: Airlie, Virginia) یک منطقهٔ مسکونی در ایالات متحده آمریکا است که در ویرجینیا واقع شده‌است.